# Карлос Эдуардо
Ка́рлос Эдуа́рдо Ма́ркес (порт.-браз. Carlos Eduardo Marques; 18 июля 1987, Ажурикаба, Риу-Гранди-ду-Сул, Бразилия) — бразильский футболист, полузащитник. Выступал за молодёжную и национальные сборные Бразилии.

## Карьера

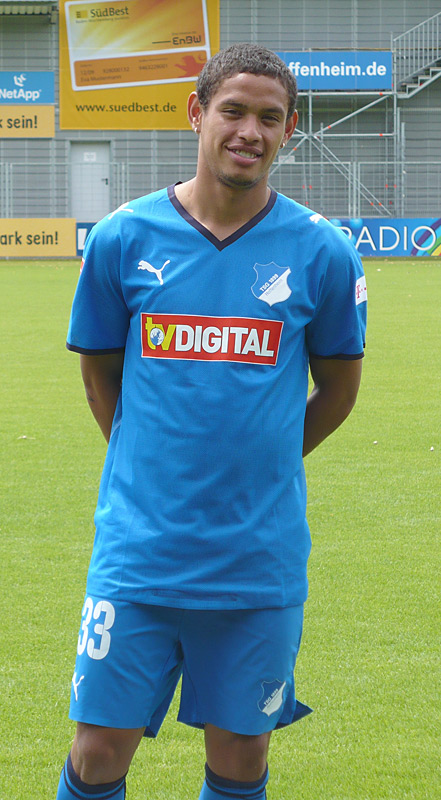
Карлос Эдуардо в Германии

Был одним из самых заметных молодых игроков Бразилии в середине 2000-х годов. В 2005 году был замечен скаутами мадридского «Реала», но испанский клуб не стал выкупать его трансфер, так как был озабочен проблемой его адаптации к испанскому футболу. В 2007 году помог «Гремио» пройти в финал Кубка Либертадорес, в котором проиграл клубу «Бока Хуниорс». В том же году Эдуардо помог клубу выиграть чемпионат штата Риу-Гранди-ду-Сул.
29 августа 2007 года Карлос Эдуардо перешёл во вторую бундеслигу в клуб «Хоффенхайм» за 8 миллионов евро, по другим сведениям 7 млн; этот трансфер стал вторым по стоимости в истории второго немецкого дивизиона. В первом своём сезоне в Германии Карлос помог клубу выйти в Бундеслигу, а на следующий год занял с «Хоффенхаймом» 7 место в первенстве, проведя на поле 25 игр в которых забил 8 мячей и сделал 6 голевых передач.
Летом 2009 года Карлос Эдуардо попал в список интересов российского «Зенита», предложившего 15 млн евро за переход бразильца. Однако «Хоффенхайм» не пожелал продавать своего игрока и продлил контракт с Эдуардо до 2011 года.
23 августа 2010 года было объявлено о возможности перехода Карлоса Эдуардо в клуб «Рубин» за сумму около 20 млн евро. 24 августа Карлос Эдуардо подписал 4-летний контракт с «Рубином». 12 сентября 2010 в дебютном матче за казанцев забил два мяча во встрече с «Амкаром» (3:0). Тем не менее, после удачного дебюта выпал из основного состава команды, так и не сумев проявить себя, особенно в Лиге чемпионов, с явным расчетом на которую и покупался казанцами. В конце сезона 2010 получил тяжёлую травму. В октябре 2011 года оправился от операций и начал тренировки в основной группе.
В январе 2012 года на тренировочном сборе «Рубина» почувствовал боль в колене. Проведенное в Германии обследование подтвердило необходимость оперативного вмешательства. 19 января 2012 года Карлосу Эдуардо была проведена операция. Официально предполагаемые сроки восстановления были заявлены в интервале от 3 до 4 месяцев. В мае 2012 окончательно поправился.
2 августа 2012 года стало известно, что бразильский хавбек заболел ангиной, и скорее всего пропустит ещё от 4 до 6 недель.
10 сентября сыграл в товарищеском матче с пермским «Амкаром» и забил единственный мяч в этой встрече. 15 сентября вышел в стартовом составе «Рубина» против московского «Локомотива» в 8 туре чемпионата России, но был заменен в перерыве перед вторым таймом. Игру полузащитника после почти двухлетнего перерыва главный тренер «Рубина» Курбан Бердыев оценил как «для первого раза вполне неплохо». 27 ноября 2012 года в матче с нижегородской «Волгой» бразилец нарушил правила фейр-плей, из-за чего между ним и волжанином Алексеем Сапоговым вспыхнула стычка., а Алексей был дисквалифицирован на 4 матча.
24 января 2013 года Карлос Эдуардо перешёл в аренду на 1,5 года во «Фламенго», перед этим продлив действующий контракт с «Рубином» до окончания сезона 2015/16.
Вернувшись из аренды, 23 августа 2014 года вышел на замену на 78-й минуте матча «Рубин» — ЦСКА. 29 сентября в матче с «Торпедо» на 68-й минуте Карлос Эдуардо забил гол, сделав счет 1:1. Таким образом, этот гол стал первым для него в чемпионате России за четыре года — с 11 сентября 2010 года. Главный тренер «Рубина» Ринат Билялетдинов стал постоянно доверять бразильцу место в основной команде, что позволило Карлосу проявить себя так, что им заинтересовались немецкие клубы — «Шальке 04» и «Кёльн». Кёльнский клуб даже предлагал $ 3,5 млн за Карлоса Эдуардо, однако казанский клуб его не отпустил. В итоге после дополнительных просмотров «Кёльн» решил отказаться от идеи приобрести игрока.

## Международная карьера
Играл в сборной Бразилии до 20 лет, в составе которой участвовал на молодёжном чемпионате мира, где бразильцы дошли до 1/8 финала, а Эдуардо провёл на турнире 3 игры. Всего за молодёжную сборную Карлос Эдуардо провёл 3 матча.
27 октября 2009 года Карлос Эдуардо впервые был вызван в состав первой сборной. Он дебютировал в национальной команде 14 ноября 2009 года в матче со сборной Англии.

### Матчи за сборную
| Матчи Карлоса Эдуардо за сборную Бразилии | Матчи Карлоса Эдуардо за сборную Бразилии | Матчи Карлоса Эдуардо за сборную Бразилии | Матчи Карлоса Эдуардо за сборную Бразилии | Матчи Карлоса Эдуардо за сборную Бразилии | Матчи Карлоса Эдуардо за сборную Бразилии |
| ----------------------------------------- | ----------------------------------------- | ----------------------------------------- | ----------------------------------------- | ----------------------------------------- | ----------------------------------------- |
| №                                         | Дата                                      | Оппонент                                  | Счёт                                      | Голы                                      | Соревнование                              |
| 1                                         | 14 ноября 2009                            | Англия                                    | 1:0                                       | -                                         | Товарищеский матч                         |
| 2                                         | 17 ноября 2009                            | Оман                                      | 2:0                                       | -                                         | Товарищеский матч                         |
| 3                                         | 2 марта 2010                              | Ирландия                                  | 2:0                                       | -                                         | Товарищеский матч                         |
| 4                                         | 11 августа 2010                           | США                                       | 2:0                                       | -                                         | Товарищеский матч                         |
| 5                                         | 7 октября 2010                            | Иран                                      | 3:0                                       | -                                         | Товарищеский матч                         |
| 6                                         | 11 октября 2010                           | Украина                                   | 2:0                                       | -                                         | Товарищеский матч                         |

Итого: 6 матчей / 0 голов; 6 побед, 0 ничьих, 0 поражений.

## Достижения
«Гремио»
- Чемпион штата Риу-Гранди-ду-Сул: 2007

«Рубин»
- Бронзовый призёр Чемпионата России 2010
- Обладатель Кубка России: 2012
- Обладатель Суперкубка России: 2012

«Фламенго»
- Чемпион штата Рио-де-Жанейро: 2014